# Michel Bessler
Michel Bessler (Rio de Janeiro, 10 de março de 1949) é violinista brasileiro, spalla da Orquestra Sinfônica Brasileira (OSB) e professor da Escola Nacional de Música da Universidade Federal do Rio de Janeiro. Graduado na Academia de Música da Universidade de Jerusalém, com aperfeiçoamento no Conservatório Real de Bruxelas, foi aluno de Yair Kless e André Gertler, e também teve aulas com Isaac Stern.
Vencedor do Concurso Keren-Norman (EUA-Israel) e do Concurso para recitalista da Rádio Difusão Israelense Kol Israel, em 1977 tornou-se aos vinte e oito anos o mais jovem spalla da OSB e o primeiro brasileiro a ocupar o cargo após uma longa tradição de músicos estrangeiros. Na orquestra, atuou como spalla e solista com diversos maestros como Roberto Minczuk, Isaac Karabtchevsky, Kurt Masur e John Neschling. Trabalhou também com importantes artistas brasileiros da cena clássica, como Nelson Freire, e da popular, como Chico Buarque.
Como camerista integrou vários grupos, destacando-se entre estes Quarteto Bessler, que reunia além dele, seu irmão Bernardo Bessler, sua cunhada Christine Springel e Hugo Pilger.   Com o Quarteto Bessler gravou discos bem recebidos pela crítica internacional em publicações como Le Monde de la Musique e Diapason e The New York Times e realizou turnês pelo Japão, Estados Unidos e Europa.

## Biografia

### Formação
Michel Bessler iniciou seus estudos musicais aos cinco anos de idade com Paulina D'Ambrósio, amiga de Villa-Lobos, e não largou mais o instrumento. Aos treze chamava a atenção da crítica e do público ao gravar, para Rádio MEC, um programa com sonatas de Bach para violino-solo. Dois anos depois confirmava sua vocação de solista ao executar o Concerto em Ré Maior para violino de Tchaikovsky. Desde então vem se apresentando regularmente como solista de grandes orquestras no Brasil e no exterior.
Poucos anos depois, viajou para Israel, país em que morou por 10 anos. Estudou na Academia de Música Rubin, pertencente à Universidade de Jerusalém, uma das mais respeitadas do mundo, por onde passaram nomes como Pinkas Zukerman, Itzhak Perlman, entre outros.
Na Universidade foi discípulo de Yair Kless e teve aulas com Isaac Stern. Neste período, foi mais de uma vez vencedor do concurso Kerem-Norman (Israel-EUA) para jovens músicos, realizado anualmente.
Em 1974, ganhou Concurso para recitalista da Rádio Difusão Israelense Kol Israel e, como prêmio, tocou peças de Paganini e Prokofiev ao vivo para todo o país. Ainda estudante, fez parte da Orquestra Pró-Música de Israel, com instrumentistas da elite musical israelense.
Participou, ainda nesta época, de cursos internacionais na Europa, como no Morzateum em Salzburg. Quando graduou-se na Academia Rubin de Israel, partiu para a Bélgica, onde estudou dois anos, como bolsista da classe de André Gertler no Conservatório Real de Bruxelas.

### OSB
Após dez anos longe de sua terra natal, Michel Bessler regressou ao Brasil em 1977, ano do nascimento de seu primeiro filho. Neste ano, ingressou, por concurso, como principal violinista (spalla) da Orquestra Sinfônica Brasileira (OSB). Aos vinte e oito anos, Michel tornou-se o mais jovem spalla da OSB. Na época, foi também o primeiro brasileiro a ocupar o cargo após uma longa tradição de músicos estrangeiros.
Na orquestra, atuou como spalla e solista com diversos maestros, como Isaac Karabtchevsky, titular da OSB por muitos anos. Tocou também com nomes como Kurt Masur, Eleazar de Carvalho, Hubert Soudant, John Neschling, Sergiu Comissiona, Gerard Devos, Rostropovich, Stanislaw Skrowaczewski, entre outros. Atuou, ainda, como maestro ensaiador da OSB e como spalla-regente da Camerata OSB.
Atualmente, como spalla da OSB, atua constantemente com o maestro Roberto Minczuk.

### Quarteto Bessler
O trabalho de Michel Bessler não se restringe à orquestra. É fundador de três conjuntos camerísticos: o trio Trindade-Bessler-Malard, a Orquestra de Câmara Brasileira e o Quarteto Bessler.
Com o Quarteto Bessler, gravou CDs internacionalmente reconhecidos e correu o mundo, em concertos no Japão, Europa, Estados Unidos e América Latina. O Quarteto recebeu críticas favoráveis em publicações como Le Monde de la Musique, Diapason e  The New York Times.

### Professor
Além de dar aulas particulares, é professor da Escola de Música da UFRJ e do Projeto Acorde, convênio entre a OSB e a Prefeitura do Rio de Janeiro para levar aulas de música para crianças da favela Pavão-Pavãozinho (Copacabana).
Foi professor convidado em diversas edições do Festival Internacional de Inverno de Campos do Jordão
Muitos de seus alunos e ex-alunos são hoje músicos atuantes em diversas orquestras em todo o Brasil.

### Música Popular Brasileira
Não é apenas aos compositores eruditos que Bessler dedica seu violino. O músico participa de diversas gravações, de conhecidos cantores da MPB, como Chico Buarque, Marisa Monte, Maria Bethânia, Caetano Veloso, Roberto Carlos, entre outros.

## Apresentações
Além de inúmeros concertos como spalla da OSB, algumas das principais atuações como solista foram:
- Vivaldi - As Quatro Estações, em tourné pelo Brasil (Orquestra Sinfônica Brasileira, 2007)
- Vivaldi - As Quatro Estações (Orquestra de Câmara Spallas do RJ, 2002)
- Brahms - Concerto para Violino e Orquestra (Orquestra Filarmônica do Rio de Janeiro, 2000)
- Bach - Concerto para Violino nº1 em A menor (Orquestra de Câmara de Ashdod - Israel, 1997)
- Brahms - Concerto Duplo para Violino, Violoncelo e Orquestra, em Lá menor, Opus 102 (OSB, 1997)
- Bach - Concerto de Brandenburgo nº4 em Sol Maior (OSB, 1996)
- Prokofiev - Concerto nº2, em Sol Menor para Violino e Orquestra, Opus 63 (OSB, 1995)
- Brahms - Concerto para Violino e Orquestra em Ré Maior, Opus 77 (OSB, 1994)
- Rimski-Korsakov - Shéhérazade, Opus 35, Suite Sinfônica (OSB, 1993)
- Beethoven - Concerto Tríplice para Violino, Violoncelo e Orquestra (OSB, 1992)
- Tchaikovsky - Concerto para Violino e Orquestra em Ré Maior, Opus 35 (OSB, 1990)

No exterior, algumas de suas apresentações com o Quarteto Bessler foram:
- Tóquio, Japão (1995)
- Ulm, Alemanha (1992)
- Bogotá, Colômbia (1990)
- Miami, Estados Unidos (1987/88/89/90/95)
- Salzburg, Áustria (1992)
- Huy, Bélgica (1992)
- Paris, França (1988)
- Bruxelas, Bélgica (1985)

Fez, ainda, diversas apresentações de música de câmara, com artistas como Nelson Freire, Arnaldo Cohen, José Carlos Cocarelli e Luiz Fernando Benedini.

## Prêmios
- Rádio Kol-Israel (1973)
- Keren-Norman (1971, 1972 e 1973)
- Prêmio Sharp (Disco Quarteto Bessler-Reis - 1989 a 1992)

## Discografia
Série de CDs com músicas para Quartetos de Cordas de Heitor Villa-Lobos, Prêmio Sharp Melhor Disco de Música Clássica (1989 a 1992).
- Villa-Lobos - Quartetos de Cordas 4, 5, 6 - Quarteto Bessler-Reis, Kuarup Discos, 1987.
- Villa-Lobos - Quartetos de Cordas 15, 16, 17 - Quarteto Bessler-Reis, Kuarup Discos,1988.
- Villa-Lobos - Quartetos de Cordas 1, 2, 3 - Quarteto Bessler-Reis, Kuarup Discos, 1989.
- Villa-Lobos - Quartetos de Cordas 12, 13, 14 - Quarteto Bessler-Reis, Kuarup Discos, 1989.

Os CDs também foram lançados na França (Chant du Mond) e no Japão (Take Off).
Outras gravações:
- José Siqueira e Almeida Prado - Quarteto Bessler e Brasil Quarteto, WEA, 1979.
- Villa Lobos - Quarteto de Cordas 1 e 5 - Quarteto Bessler, 1980
- Brasil Piano e Cordas - Diversos compositores - Roberto Szidon, piano, Michel Bessler, violino, Márcio Malard, violoncelo, 1981
- No Tempo de Dona Beija - Diversos compositores - Quarteto Bessler-Reis, 3M, 1988
- Cesar Franck - Quarteto de Cordas e Quinteto para Piano e Cordas - Quarteto Bessler Reis e Luiz Fernando Benedini, Duchenese
- Radamés Gnatalli - Quartetos nº 1 e 3 - Quarteto Bessler Reis, Sony Music
- Carlos Gomes e Seus Contemporâneos Verdi, Gounod e Puccini - Quarteto Bessler Reis, Kuarup, 1988

Participou de centenas de gravações de MPB, entre as quais se destacam:
- Solo na música Ave Maria, do CD Âmbar, de Maria Bethânia[5]

- Participação do Quarteto Bessler, no CD Fina Estampa, de Caetano Veloso
- Teve participações em CDs de nomes como Tom Jobim, Chico Buarque, Gal Costa, Roberto Carlos, Ivan Lins, Dorival Caymmi, Dori Caymmi, Marisa Monte, entre outros.[6]